# Messênia (filha de Triopas)
Messênia, na mitologia grega, foi uma filha do rei Triopas, de Argos, ela se casou com Policaão, filho, mas não herdeiro, de Lélex, rei da Lacônia, e o casal fundou um novo reino, na região que passaria a se chamar Messênia.

## Família
De acordo com o geógrafo Pausânias, Triopas, filho e sucessor de Forbas, teve dois filhos, Iaso e Agenor, e uma filha, Messênia. Iaso, ainda segundo Pausânias, foi o pai de Io, que foi para o Egito, e Agenor foi o pai de Crotopo, que sucedeu a seu tio Iaso.

## Rainha

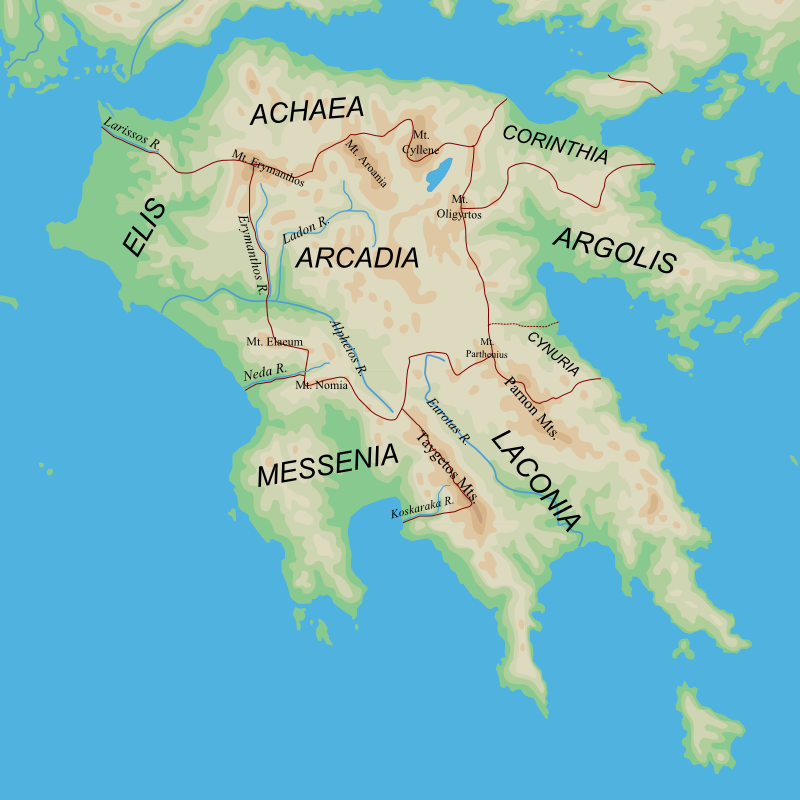
Mapa do Peloponeso.

Messênia se casou com Policaão, o segundo filho de Lélex, rei da Lacônia. Insatisfeita com a vida privada, e orgulhosa de sua origem, Messênia e seu marido Policaão reuniram uma tropa de argivos e lacedemônios e conquistaram uma região do Peloponeso que passou a ter seu nome, a Messênia, e fundaram a cidade de Andânia.
O ritos sagrados das grandes deusas de Elêusis foram trazidos à rainha Messênia por Cauco, filho de Celeno, filho de Flío, que, segundo os atenienses, era filho da Terra.
Pausânias, apesar de ter pesquisado bastante o assunto, não descobriu o nome de nenhum filho de Messênia e Policaão, mas ele calcula que descendentes de Policaão governaram por, no máximo, cinco gerações até que, sem ter mais nenhum herdeiro, os messênios chamaram Perieres, filho de Éolo, para os governar.